# 加藤英明
加藤 英明（かとう ひであき、1979年〈昭和54年〉 - ）は、日本の爬虫類学者、生態学者（農学博士）で、YouTuberでもある。静岡県焼津市出身。
静岡大学教育学部准教授。日本生態学会、日本生物地理学会、日本爬虫両棲類学会。
爬虫類研究を専門にしており、世界50か国以上の国々に赴き、現地で希少な爬虫類の捕獲を行う。保全生物学（保全生態学）に取り組んでおり、外来生物が日本の生態系へ与える影響などを研究している。生物の専門家としてテレビ出演や講演活動も行っている。

## 略歴
静岡県立藤枝東高等学校卒業。静岡大学教育学部卒業。同大学院教育学研究科修士課程修了。
2001年（平成13年）、爬虫類と両生類の飼育情報雑誌『ビバリウムガイド No.12』（2001年4月26日発売、エムピージェー）より同誌で連載を開始。2005年（平成17年）8月、自身を責任著者とする初の学術論文（査読あり）を発表。
2007年（平成19年）3月、岐阜大学大学院連合農学研究科博士課程修了。
2011年（平成23年）、特定非営利活動法人静岡県カメ自然誌研究センターの理事長に就任（2014年退任）。同年、個人の公式ウェブサイト『加藤英明の「静岡ぐるっと生き物探検！」』を開設。
TBS系列のテレビ番組『クレイジージャーニー』に出演する際は「爬虫類ハンター」と呼ばれており、2017年（平成29年）4月から2018年（平成30年）3月までの1年間を審査対象として、2018年6月6日付で『第44回放送文化基金賞』の出演者賞を受賞した。
2020年（令和2年）5月16日には、生物をテーマにしたYouTubeチャンネル『生物ハンター加藤英明【公式】かとチャン』を開設し、同月18日に初の動画配信を行った。当時40-41歳。

## YouTubeチャンネル
コロナ禍で自宅待機している人が多い時勢であった2020年（令和2年）5月16日、加藤英明（当時40-41歳）は、生物をテーマにしたYouTubeチャンネル『生物ハンター加藤英明【公式】かとチャン』を開設し、同月18日に初めての動画配信を行った。動画の編集・制作および配信は静岡大学教育学部の「加藤研究室」（静岡市駿河区大谷に所在）で行っている。
同2020年7月2日にチャンネル登録者数が1万人を突破。10万人を超えた時期（シルバークリエイターアワード〈銀の盾〉の獲得時期）は、記念配信動画が無いため確認できない。2021年（令和3年）5月5日付の本項の編集履歴で11万人を超えている。2022年（令和4年）10月には20万人を超えた。

## 人物
日本テレビのバラエティ番組『ザ!鉄腕!DASH‼︎』では、「グリル厄介」という企画に出演している。増殖して日本の生態系に悪影響を与えている外来種を捕獲し、美味しく食べようという企画である。

## 論文
「外部リンク」セクションに記載した「researchmap」に所収の「論文」および「MISC」が詳しい。
- Kato, Hideaki; Hara, Masakazu; Etoh, Hideo (August 2005). “Geographical Variation in Mitochondrial DNA Sequence and Morphological Features of the Horseshoe Crab Tachypleus tridentatus” (英語). Bulletin of the Bio-geographical Society of Japan (Biogeographical Society of Japan) 7:  55-59.. CRID 1520009409965160704、ISSN 13450662。※自身を責任著者とする初の学術論文。
  - 日本語版：「ミトコンドリアDNA配列の地理的変異とカブトガニTachypleus tridentatusの形態学的特徴」『日本生物地理学会会報』第7巻、日本生物地理学会、2005年8月、55-59頁。

## 書籍
- （外部リンク）“著書 等 ＜ 加藤 英明 ＜ 教員個別情報”. 静岡大学教員データベース (SUFP).  静岡大学 (2022年9月14日更新). 2022年10月8日閲覧。

### 著書
- 『世界ぐるっと 爬虫類探しの旅 ～不思議なカメとトカゲに会いに行く～』（エムピー・ジェー、2011年4月2日、ISBN 978-4904837115）
- 『爬虫類ハンター 加藤英明が世界を巡る』（エムピー・ジェー、2018年6月25日、ISBN 978-4909701022）
- 『危険SOS！ 外来生物図鑑　知る！ 見る！ 捕まえる！』（世界文化社、2018年7月13日、ISBN 978-4418182275）
- 『池の水をぬいた！ ため池の外来生物がわかる本』（徳間書店、2018年8月31日、ISBN 978-4198646653）
- 『外来生物大集合！ おさわがせ いきもの事典』（高橋書店、2019年5月29日、ISBN 978-4471103774）
- 『加藤英明博士の「は虫類&両生類」最強キング大図鑑』（宝島社、2019年6月14日、ISBN 978-4800294173）
- 『マンガでわかる! 世界のすごい爬虫類: 加藤英明の爬虫類ワールドハンティング』（誠文堂新光社、2019年9月2日、ISBN 978-4416719107）
- 『加藤英明、カミツキガメを追う!』（学研プラス、2019年10月31日、ISBN 978-4052050060）
- 『ありのままに生きてます 見習いたくなるいきもの物語』（KADOKAWA、2019年12月13日、ISBN 978-4040642734）秦本幸弥と共著
- 『図解大事典 猛毒生物』（新星出版社、2020年7月13日、ISBN 978-4405073135）
- 『図解大事典 絶滅動物』（新星出版社、2021年12月10日、ISBN 978-4-405-07343-2）

### 監修
- 『は虫類・両生類  講談社の動く図鑑MOVE』（講談社、2013年6月21日、ISBN 978-4062184090）加藤ら監修
- 『世界の美しいトカゲ』（パイインターナショナル、2017年9月11日、ISBN 978-4756249494）
- 『ゆるゆる危険生物図鑑』（学研プラス、2018年6月26日、ISBN 978-4052048500）
- 『図解大事典 超危険生物』（新星出版社、2018年7月4日、ISBN 978-4405072749）
- 『ゆるゆる外来生物図鑑』（学研プラス、2019年8月1日、ISBN 978-4052049231）

## 出演
- （外部リンク）“報道 ＜ 加藤 英明 ＜ 教員個別情報”. 静岡大学教員データベース (SUFP).  静岡大学 (2022年9月14日更新). 2022年10月8日閲覧。

### テレビ番組
- 住民を守れ!日本全国 駆除の達人（テレビ東京）
- 緊急SOS!池の水ぜんぶ抜く大作戦（テレビ東京）
- 恐竜超世界 (NHK)
- ザ!鉄腕!DASH!!（日本テレビ）
- クレイジージャーニー（TBS系列） - 番組は2019年（令和元年）8月14日にメキシコ・ロケを行った際に番組スタッフによるやらせが発覚して番組を降板した[16]。

### ラジオ番組
- 環境教育講座『ヒデ博士のワンダー！いきもの教室』（ラジオFM-Hi76.9、ラジオ島田FM76.5） - 2014年4月～2019年1月。[4]
- 環境教育講座『ヒデ博士の世界の生き物紹介』（ラジオ島田FM76.5） - 2012年10月～2014年1月。[4]
- 環境教育講座『ヒデ博士の環境スクール』（ラジオFM-Hi76.9） - 2009年9月～2014年3月。[4]